# Маркета Давідова
Ма́ркета Да́відова (чеськ. Markéta Davidová; нар. 3 січня 1997, Яблонець-над-Нисою, Чехія) — чеська біатлоністка, чемпіонка світу в індивідуальній гонці на Чемпіонаті світу з біатлону 2021 року в Поклюці та бронзова призерка Чемпіонату світу з біатлону 2020 року в змішаній естафеті в Разун-Антерсельві.
Свою першу перемогу в Кубку світу здобула у спринті на шостому етапі сезону 2018–19 років.

## Життєпис

### Особисте життя
Маркета Давідова народилася 3 січня 1997 року в Яблонці-над-Нисою, проживає в Янові над Нісою. У 2010 році Маркета почала біатлон. Її мати грала у волейбол, батько – у баскетбол. У молодості вона перемагала в лижних гонках. 
Вона є членом секції SKP Kornspitz Jablonec.

### Освіта
У 2019 році Маркета Давідова закінчила Факультет агробіології, їжі та природних ресурсів Чеського університету сільського господарства в Празі й здобула ступінь бакалавра зоореабілітації та допомоги тваринам.
У 2021 році Маркеті Давідовій присвоєно академічне звання інженера за магістерською програмою «Репродуктивна біотехнологія та харчування тварин і дієтологія» за успішне завершення навчання.

## Статистика

### Кубок світу
У таблиці наведено статистику виступів біатлоніста в Кубку світу.
- Місця 1–3: кількість подіумів
- Чільна 10: кількість фінішів у першій десятці
- В очках: кількість виступів, на яких біатлоніст здобував очки
- Старти: кількість стартів
- Естафета: включно зі змішаною

| Місця                    | Індивід. | Спринт | Персьют | Мас-старт | Естафета | Разом |
| ------------------------ | -------- | ------ | ------- | --------- | -------- | ----- |
| 1                        |          | 1      |         |           |          | 1     |
| 2                        |          |        |         | 1         |          | 1     |
| 3                        | 1        |        |         |           | 1        | 2     |
| Чільна 10                | 1        | 1      |         | 1         | 7        | 10    |
| В очках                  | 1        | 3      | 2       | 1         | 9        | 16    |
| Стартів                  | 1        | 12     | 7       | 1         | 9        | 30    |
| Станом на: 27 січня 2019 |          |        |         |           |          |       |

### Подіуми на етапах кубків світу
| Сезон     | Місце проведення | Змагання      | Результат |
| --------- | ---------------- | ------------- | --------- |
| ...       |                  |               |           |
| 2021—2022 | Естерсунд        | Індивідуальна | 1         |

### Олімпійські ігри
|                        | Особисті       | Особисті   | Особисті  | Особисті | Естафети | Естафети |
| Спринт                 | Переслідування | Інд. гонка | Мас-старт | Жіноча   | Змішана  |          |
| ---------------------- | -------------- | ---------- | --------- | -------- | -------- | -------- |
| 2018 \| Південна Корея | 15.            | 25.        | 57.       | 18.      | 12.      | 8.       |